# بخش آن، شهرستان کوتن‌وود، مینه سوتا
بخش آن (به انگلیسی: Ann Township) یک منطقهٔ مسکونی در ایالات متحده آمریکا است که در شهرستان کاتنوود، مینه‌سوتا واقع شده‌است.
 بخش آن ۹۳٫۷ کیلومتر مربع مساحت و ۱۷۹ نفر جمعیت دارد و ۳۹۹ متر بالاتر از سطح دریا واقع شده‌است.